# Carel du Plessis
Carel Johan du Plessis (Somerset East, 24 de junio de 1960) es un exentrenador y exjugador sudafricano de rugby que se desempeñaba como wing.

## Selección nacional
Fue convocado a los Sprigboks por primera vez en marzo de 1982 para enfrentar a Sudamérica XV y disputó su último partido en septiembre de 1989 contra World XV. En su momento Sudáfrica se encontraba suspendida del rugby internacional por su política del apartheid, debido al boicot de 1981, du Plessis solo jugó 12 partidos para los Springboks y no pudo jugar el mundial de Nueva Zelanda 1987, integrando junto a Naas Botha y Danie Gerber la línea de backs estrella en los años 1980's de los sudafricanos.
Gracias a su nivel, fue uno de los invitados de honor al Centenario de la World Rugby, su convocatoria junto a la de sus compatriotas significó un repudio mundial al rugby. Además integró el seleccionado que enfrentó a los New Zealand Cavaliers. En total disputó 12 partidos y marcó cuatro tries.

## Entrenador
En 1997 fue elegido entrenador de los Springboks y su nombramiento generó polémica debido a que debía enfrentar a los British and Irish Lions con su inexperencia en el cargo. La Gira de los Leones resultó en la derrota sudafricana, luego finalizó segundo en el Torneo de las Tres Naciones 1997 y fue despedido.

## Palmarés
- Campeón de la Currie Cup de 1982, 1983, 1984, 1985 y 1986.